# Vofionus
Vofionus est un dieu ombrien attesté seulement dans les Tables eugubines, ensemble d'inscriptions en ombrien qui contiennent les rituels d'une confrérie de prêtres de l'antique Iguvium (aujourd'hui Gubbio). Il fait partie d'une triade divine d'origine indo-européenne – Jupiter, Mars, Vofionus –, dans laquelle il a la même place que Quirinus dans la triade précapitoline romaine – Jupiter, Mars, Quirinus.

## Étymologie
Vofionus est la forme latinisée par commodité du dieu mentionné deux fois dans les Tables eugubines sous la forme Vofione. Ce nom peut s'expliquer à partir de *leudhyo-no-, « [le dieu] du peuple », ce qui va tout à fait dans le sens de sa correspondance avec Quirinus (*co-viri-no-, « [le dieu] des hommes ensemble, [le dieu] de la masse du peuple »).

## Vofionus dans les rituels des Tables eugubines
Les Tables eugubines concernent différents rituels de sacrifices. La tablette I décrit un cérémonial de circumambulation, proche de ce qui est connu à Rome sous le nom d'amburbium ; il s'agit d'une procession rituelle autour de la ville, accompagnée de sacrifices aux portes de celle-ci. Les prêtres se rendent successivement devant les trois portes de la ville, la Porta Trebulana, où ils font un sacrifice à Jupiter Grabovius, la Porta Tesenaca, où ils sacrifient à Mars Grabovius, enfin la Porta Veia (Preveres Vehiies). Arrivés devant celle-ci (du côté extérieur), ils offrent à Vofionus un sacrifice constitué de trois bœufs au front blanc (calersu) ; puis, du côté intérieur, ils sacrifient trois brebis à Tefrus Iovius. La cérémonie se poursuit ensuite à l'intérieur de la cité.
Les tablettes VI et VII reprennent la description du même cérémonial, mais avec beaucoup plus de détails, tels que le texte des prières. Le sacrifice à Vofionus Grabovius apparaît à nouveau (sur le revers de la tablette VI).

## Grabovius
Vofionus reçoit l'épithète de Grabovius (Vofione Grabovie), comme avant lui Jupiter et Mars. Ils sont pour cela souvent qualifiés de dieux Grabovii. L'étymologie et la signification de l'épithète Grabovius restent obscures ; on a d'abord proposé un rapprochement avec Gradivus, connu à Rome comme une épithète de Mars (Bréal, Frothingham). Paul Kretschmer a ensuite suggéré d'y voir un mot apparenté à un nom illyrien du chêne (cf. ancien macédonien γράβιον, « bois de chêne »), ayant des correspondances notamment en slave ; il aurait alors le sens de « dieu au chêne ».

## Vofionus, dieu de la troisième fonction indo-européenne
Vofionus s'inscrit parfaitement dans le cadre de la tripartition fonctionnelle chez les Indo-européens, système idéologique propre aux peuples indo-européens, qui a été mis en évidence par Georges Dumézil. Il est, dans la triade ombrienne, l'exact correspondant de Quirinus dans la triade précapitoline à Rome : il apparaît, comme Quirinus, en troisième position derrière Jupiter et Mars ; leurs noms ont des étymologies différentes, mais dont la signification se rejoint et renvoie à des dieux de la masse du peuple. Ce sont des dieux des producteurs, par opposition aux prêtres et aux guerriers, des dieux de la troisième fonction, celle de la fécondité et de la prospérité.